# Jan van Hulst (ingenieur)
Jan van Hulst (Nijmegen, 18 december 1903 –  Amersfoort, 1 augustus 1975) was een Nederlandse ingenieur die actief was in het verzet tijdens de Tweede Wereldoorlog. Hij hielp Joden door hun medische gegevens te vervalsen, waardoor ze niet meer als Joods geregistreerd stonden, en bood onderdak aan Joodse onderduikers.

## Levensloop
Jan van Hulst werd geboren in 1903 als zoon van Dirk van Hulst (1879-1950) en Maria Antonetta Françoise Dutrij van Haeften.
Van Hulst huwde op 25 april 1928 in Amsterdam met de in Antwerpen geboren joodse Paula (Pauline) Horowitz. Na het uitbreken van de Tweede Wereldoorlog in Nederland vond Van Hulst in de bevriende arts Arie de Froe een helpende hand: hij vervalste de medische dossiers van zijn vrouw en drie dochters (waaronder Alexandra Terlouw-van Hulst), waardoor ze niet meer als Joods geregistreerd stonden. Deze methode werd later door De Froe en Van Hulst gebruikt om Joodse mensen onder te kunnen laten duiken.
Het verzetswerk van Van Hulst bleef lange tijd onopgemerkt, tot hij in 1945 werd verraden. De nazi’s stonden in 1945 voor de deur om hem op te pakken maar hij was niet thuis. Het gezin besloot onder te duiken, maar in februari 1945 overleed zijn vrouw Paula aan een nierziekte. Het gezin besloot zich weer in het openbaar te begeven voor de begrafenis van Paula.

## Herdenking
Van Hulst kreeg in 1997 de eretitel Rechtvaardige onder de Volkeren.
In 2025 werd het Park De Ruyschlaan in Amstelveen hernoemd naar het Jan van Hulstpark.
- Nationale Bibliotheek van Israël: 987007522644505171
- Virtual International Authority File: 315535495